# レオニード・フルシチョフ
レオニード・ニキトヴィチ・フルシチョフ（ロシア語: Леони́д Ники́тович Хрущёв、1917年11月10日 - 1943年3月11日）は、第二次世界大戦期におけるソビエト連邦空軍の戦闘機パイロットであり、ソ連の最高指導者ニキータ・フルシチョフの長男である。1943年に操縦機が撃墜されて死亡したが、死亡時の正確な状況は不明のままである。

## 若年期
フルシチョフは1917年11月10日に、ニキータ・フルシチョフとその最初の妻、エフロシーニャ・ピサレワとの間に生まれた。高校卒業後は工場で働いた。高校在学中、コムソモール（ソビエト連邦共産党の青年部）から2度の懲戒を受けた。1度目は泥酔と規律欠如、2度目は会費未納のためである。

## 空軍でのキャリア
1935年、フルシチョフはソビエト連邦空軍に戦闘機パイロットとして入隊した。
第二次世界大戦中、フルシチョフは第46航空師団第134爆撃機航空連隊に所属し、カリーニン州アンドレアポリに駐留した。フィンランドとの冬戦争で30回以上出撃し、フィンランドの防衛線であるマンネルハイム線を爆撃した。冬戦争は1940年3月13日にソ連側の勝利で終結したが、フルシチョフは戦場に出ることを志願した。1941年夏に12回の戦闘任務を遂行し、赤旗勲章を授与された。
1941年7月26日、モスクワ近郊でフルシチョフの乗機がドイツ軍の戦闘機に衝突され、不時着した。フルシチョフは足を骨折し、軍靴から骨が突き出ている状態でクイビシェフの病院に入院した。医師はフルシチョフの脚を切断しようとしたが、フルシチョフがピストルで脅して撤回させた。回復後、負傷した脚はもう一方の脚よりも短くなっていた。クイビシェフで療養中、フルシチョフはスペイン出身の軍人ルベン・ルイス・イバルリと知り合いになった。
1942年の秋、パーティー中に酔った状態でピストルを使ってウィリアム・テルごっこをし、誤って水兵を射殺した。軍法会議にかけられ、懲罰として再び前線に送られた。

## 死亡
1943年3月11日、フルシチョフは戦闘機Yak-7を操縦していた。フルシチョフの同僚は、フルシチョフの乗機がフォッケウルフ Fw190の攻撃を受けて空中で爆発するのを目撃した。これは、自分の機体で他のパイロットを庇おうとしたものとみられる。しかし、墜落したと思われる地点が赤軍パルチザンの支配地域であることから、翌日の夜に何機もの飛行機で上空からフルシチョフの遺体や乗機の残骸を見つけようとしたが、発見できなかった。遺体が見つからなかったことに加え、当時、フルシチョフの父は政治局員であり、ソ連で重要な政治家の一人となっていたことから、この死に関して様々な陰謀論が生まれた。
戦闘中行方不明となってから2か月後、祖国戦争勲章1等が授与された。

## 私生活
フルシチョフは生涯に2度結婚している。最初の妻はロザリア・ミハイロヴナ・トレイヴァス(Розалия Михайловна Трейвас)だが、ロザリアの叔父で党幹部のボリス・トレイヴァスが1937年に逮捕・銃殺されたため、父ニキータの命により離婚させられた。
1939年より、リュボフ・イラリオノヴナ・シジフ（Любовь Илларионовна Сизых）と事実婚の状態になった。レオニードの死後、リュボフはフランス外交官との交際を理由にスパイ容疑で逮捕され、5年間収容所に送られた。
リュボフとの間には1940年に娘のユリア・レオニドヴナ・フルシチョワ（Юлия Леонидовна Хрущёва）が生まれた。レオニードの死後、ユリアは祖父に当たるニキータの養子となった。ユリアは2017年に鉄道事故で死亡した。ユリアの娘のニーナ・フルシチョワ（1963年生）は現在ニューヨークで大学教授をしている。